# Antonio Carlos dos Santos
Antonio Carlos dos Santos, mais conhecido como Cacau (Volta Redonda, 7 de fevereiro de 1962) é um ex-futebolista brasileiro que atuava como volante.

## Carreira
Iniciou sua carreira no infantil do Volta Redonda, onde deixou o juvenil para defender os juniores do Santos em 1980.
Estreou no time principal do Peixe no mesmo ano, na vitória por 1x0 contra o Palmeiras, no Morumbi.
Destaque nos times de base do Santos, Cacau chegou a integrar a seleção brasileira juniores em 1981, 1982 e 1983. Também atuou na Seleção Paulista de Juniores.
Em 1983, ele fez parte do elenco santista vice-campeão brasileiro.
Após ser campeão do Torneio Início de 1984, Cacau deixou o Peixe e se transferiu para a Portuguesa Santista.
Em seguida, o volante foi para o São Bento, onde ficou até 1987.
No Atlético Paranaense, Cacau foi duas vezes campeão estadual, sendo que na primeira, em 1988, foi eleito o melhor jogador do Paranaense (troféu Corujinha de Ouro).
No segundo semestre de 1990, Cacau deixou o Furacão para jogar no Vitória, onde ficou até 1991.
Defendeu depois o Joinville, de 1991 até 1992, o Taquaritinga (primeiro semestre de 1994), Nacional/SP (segundo semestre de 1994), XV de Piracicaba (1995) e Juventus de Jaraguá/SC, o seu último clube.
Formando em Educação Física, após pendurar as chuteiras, atuou como auxiliar técnico de Ruy Scarpino na Francana, Rio Branco de Americana, Moto Club, Santo André, Coritiba (2007) Barueri (2007), São Bernardo (2010-2011), São José (2014), XV de Piracicaba (2015) e Ituano.

### Títulos
Santos
- Torneio Início: 1984

Atlético Paranaense
- Campeonato Paranaense: 1988[4] e 1990[8]

Individuais
- Melhor jogador do Campeonato Paranaense: 1988 (troféu Corujinha de Ouro)[4]